# بوتني (فيرمونت)
بوتني (بالإنجليزية: Putney, Vermont)‏ هي بلدة تقع بولاية فيرمونت في الولايات المتحدة. تبلغ مساحتها 69.4 (كم²)، وترتفع عن سطح البحر 123 م، بلغ عدد سكانها 2634 نسمة في عام 2000 حسب إحصاء مكتب تعداد الولايات المتحدة وتصل الكثافة السكانية فيها 37.9 نسمة/كم2.

## معرض صور

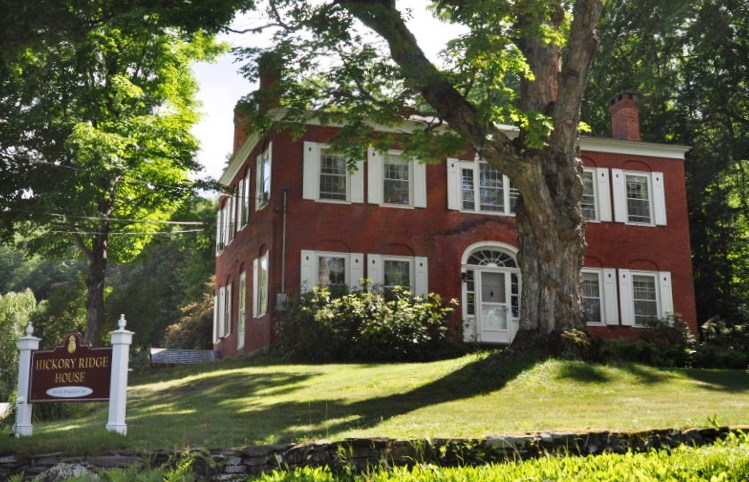
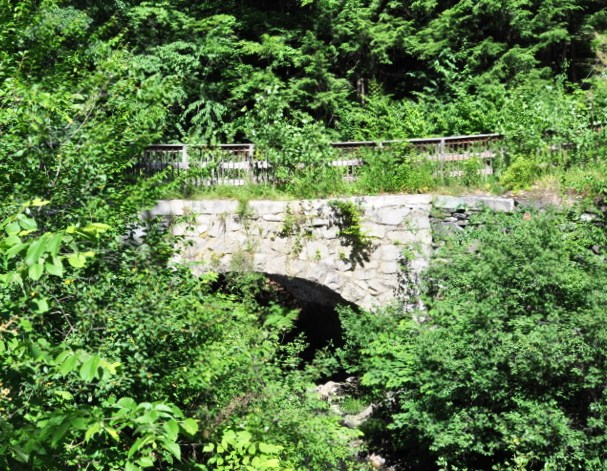
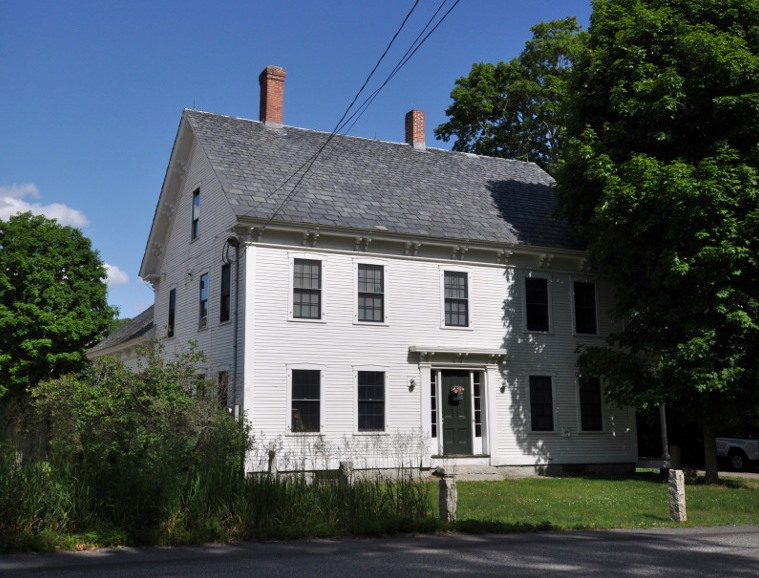

## أعلام
- إدموند اندروز
- بريسكوت ميتكالف
- صموئيل بيمس
- هنري شو
- مانون كالي
- جون كيمبل

## وصلات خارجية
- The US50 - Cities and Towns in Vermont State
- Vermont Cities and Towns, Facts, Map, Flag, Colleges, Government, and More